# Westerlund 2
Westerlund 2 è un giovane ammasso aperto nella costellazione della Carena.
È associato alla grande regione nebulosa RCW 49 ed appare oscurato dalla polvere interstellare, che ne rende difficile l'osservazione; contiene alcune delle stelle più calde, luminose e massicce conosciute, tra cui una dozzina di stelle di classe O (di cui tre sono anche binarie a eclisse), alcune in fase di pre-sequenza principale e due stelle di Wolf-Rayet: la binaria WR20a e la stella singola WR20b, entrambe di classe spettrale WN6ha.
Il centro dell'ammasso contiene infine cinque stelle di classe O6-7V in un raggio di 15 secondi d'arco; la distanza dalla Terra è stimata sui 20000 anni luce.
WR20a è il sistema binario più massivo conosciuto finora, motivo per cui la massa delle componenti è stata oggetto di studio; ciascuna delle due componenti ha una massa equivalente a 82-83 volte quella del Sole. Il sistema si trova, stranamente, all'esterno del centro dell'ammasso; si ipotizza che ne sia stato espulso dalle interazioni dinamiche dopo la sua formazione. Il periodo di rivoluzione del sistema è di 3,6 giorni; la loro orbita è molto stretta, ma le due componenti sono ben staccate. Si prevede che in un milione di anni le loro dimensioni cresceranno a tal punto che i loro corpi entreranno fisicamente in contatto. Si è inoltre scoperto che le due stelle possiedono una gran quantità di azoto, circa 6 volte l'abbondanza di azoto riscontrata nel Sole; questo elemento potrebbe essersi formato negli strati più profondi della stella.
WR20b sembrerebbe invece una stella singola leggermente più debole della componente meno luminosa di WR20a.